# حمراوات
الحُمراوات (الاسم العلمي: Tremellomycetes)، هي إحدى مجموعات الفطريات ثنائية الشكل ضمن تحت الشعبة أغاريكوميكوتينا. يتميز بعض أنواعها بتكوين أجسام ثمرية هلامية أو بوجود بنية كيسية الشكل تُعرف بالمظلة الأبوية، والتي تُشاهد مجهرًا. تضم هذه الطائفة ست رتب، وسبع عشرة عائلة، وتسعة وثلاثين جنسًا. تشمل الحمراوات الخمائر، والأصناف ثنائية الشكل، وأنواعًا تُكوّن أجسامًا ثمرية معقدة.
تتضمن الحمراوات بعض الفطريات الممرضة للإنسان والحيوان، خاصة ضمن أجناس كريبتوكوكوس، وناجانشيا، وبابيليوترما، وتريكوسبورون. كما تحتوي أيضًا على أنواع تُزرع للاستهلاك الغذائي ضمن أجناس تريملا وناماتيليا.
أما تحت طائفة التريميلوميسيتيدات، فقد كانت تصنيفًا فرعيًا قديمًا ضمن صف الهيمينوميستات في شعبة البازيديوميكوتا، ولم تكن أبدًا طائفة من الأشنيات. كان هذا التصنيف يضم الفطريات الهلامية وبعض الخمائر البازيدية، وذلك وفق مراجعة سوان وتايلور عام 1995، حيث تم تقسيم صف الهيمينوميستات إلى طائفتين فرعيتين: الهيمينوميستيتيدات، التي تضم الفطريات غير الخمائرية مثل الفطر الغاريقي وفطر النفاخ، والتريميلوميسيتيدات التي تضم بقية الأنواع الهلامية والخمائرية. لاحقًا، ومع تطور التصنيف الجزيئي للفطريات، تم إلغاء تصنيف تحت طائفة التريميلوميسيتيدات، وأُعيد تنظيم هذه المجموعة ضمن طائفة الحمراوات المعتمدة حاليًا في التصنيفات الحديثة.